# Wilma Björn
Wilma Ingrid Ulrika Björn, född Eliasson 30 mars 1993 i Ovanåkers församling i Gävleborgs län, är en svensk programledare på SVT.
Björn är utbildad inom bland annat journalistik och filmproduktion. Efter att ha arbetat som reporter på Sydöstran och Bonnier News under sammanlagt ett drygt år i mitten av 2010-talet började hon på Aftonbladet.se som programledare. 2018 började hon som redaktör och inslagsproducent på TV-programmet Efter fem. Sedan januari 2024 är hon programledare för Sverige idag på SVT.